# 金原由佳
金原 由佳（きんばら ゆか、1965年 - ）は日本の映画ジャーナリスト。

## 来歴
兵庫県神戸市出身。兵庫県立兵庫高等学校、関西学院大学経済学部卒業。
リース会社で4年半、総合職として営業に携わった後、1993年春に上京し、以後、「キネマ旬報」「メンズノンノ」「装苑」などに執筆。

## 著書
- 「ブロークン・ガール 美しくこわす少女たち」（フィルムアート社）

### その他
- 「アクターズ・ファイル　浅野忠信」（キネマ旬報社）ロングインタビュー担当
- 「アクターズ・ファイル　妻夫木聡」（キネマ旬報社）ロングインタビュー担当
- 「アクターズ・ファイル　永瀬正敏」（キネマ旬報社）ロングインタビュー担当
- 「90年代アメリカ映画100」（芸術新聞社）対談：山崎まどか×金原由佳「私たちの90年代アメリカ映画」
- 「シネアスト　相米慎二」（キネマ旬報社）（2011/10/30）　永瀬正敏インタビュー担当
- 「塚本晋也読本 SUPER REMIX VERSION」（キネマ旬報社）作品評
- 「cineLesson11　21世紀／シネマX」（フィルムアート社）寄稿
- 「cineLesson12　映画のデザインスケープ」（フィルムアート社）寄稿
- 「シネアーティスト伝説」（フィルムアート社）寄稿
- 「デイヴィッド・リンチ―期待の映像作家シリーズ」（キネ旬ムック―フィルムメーカーズ） 寄稿
- 「岩井俊二―期待の映像作家シリーズ」（キネ旬ムック―フィルムメーカーズ） 寄稿
- 「AERA MOVIE ニッポンの映画監督」（AERA Mook AERA MOVIE）（朝日新聞社）寄稿
- 「種田陽平による三谷幸喜映画の世界観展」 OFFICIAL BOOK（ぴあ）　寄稿
- 「ホット・セット 種田陽平 美術監督作品集」（メディアファクトリー）解説
- 「私立探偵 濱マイク オフィシャルコンプリートBOOK」（ぴあ）寄稿